# Chlorophorus strobilicola
Chlorophorus strobilicola là một loài bọ cánh cứng trong họ Cerambycidae.